# Eleccions municipals de 2023 a Barcelona
Les eleccions municipals de 2023 a Barcelona es van celebrar el diumenge 28 de maig de 2023, com a part de les eleccions municipals espanyoles, per a elegir els 41 regidors de l'Ajuntament de Barcelona. El sistema electoral fa servir la regla D'Hondt amb representació proporcional, llistes tancades i una barrera electoral del 5% dels vots.

## Sistema electoral
L'Ajuntament de Barcelona és el màxim òrgan administratiu i de govern del municipi de Barcelona, compost per l'alcalde, la junta de govern i el ple electe. Les eleccions als ajuntaments a Espanya estan fixades per celebrar-se el quart diumenge de maig cada quatre anys.
La votació per a l'assemblea local es basa en el sufragi universal, que comprèn tots els nacionals més grans de 18 anys, empadronats i residents al municipi de Barcelona i en ple us dels seus drets polítics, així com els ciutadans europeus residents no nacionals i a aquells el país d'origen dels quals permeti als nacionals espanyols votar a les seves pròpies eleccions en virtut d'un tractat. Els regidors es trien mitjançant el mètode D'Hondt i una llista tancada de representació proporcional, i s'aplica a cada ajuntament una barrera electoral del cinc per cent dels vots vàlids, que inclou els vots en blanc. Els regidors s'assignen als consells municipals en funció de la següent escala:
| Població       | Consellers                                                                 |
| -------------- | -------------------------------------------------------------------------- |
| <100           | 3                                                                          |
| 101–250        | 5                                                                          |
| 251–1.000      | 7                                                                          |
| 1.001–2.000    | 9                                                                          |
| 2.001–5.000    | 11                                                                         |
| 5.001–10.000   | 13                                                                         |
| 10.001–20.000  | 17                                                                         |
| 20.001–50.000  | 21                                                                         |
| 50.001–100.000 | 25                                                                         |
| > 100.001      | +1 per cada 100.000 habitants o fracció +1 si el total és un nombre parell |

L'alcalde és elegit indirectament pel ple. Una clàusula legal exigeix que els candidats a l'alcaldia obtinguin el vot de la majoria absoluta dels regidors o, altrament, el candidat del partit més votat a l'assemblea serà designat automàticament per al càrrec. En cas d'empat, el designat es determinarà per sorteig.

## Partits i candidats
| Candidatura | Candidatura      | Partits i aliances | Candidat | Candidat          | Resultat anterior | Resultat anterior | Ref.                 |
| Candidatura | Candidatura      | Partits i aliances | Candidat | Candidat          | Vots (%)          | Escons            | Ref.                 |
| ----------- | ---------------- | --- | -------- | ----------------- | ----------------- | ----------------- | -------------------- |
|             | ERC–AM           | LlistaEsquerra Republicana de Catalunya (ERC)                                                                                      |          | Ernest Maragall   | 21,37%            | 10                | [ 3 ]                |
|             | BComú–C          | LlistaBarcelona en Comú (BComú) Catalunya en Comú (CatComú) En Comú Podem (ECP)                                                    |          | Ada Colau         | 20,74%            | 10                | [ 4 ] [ 5 ]          |
|             | PSC–CP           | LlistaPartit dels Socialistes de Catalunya (PSC–PSOE) Units per Avançar (Els Units)                                                |          | Jaume Collboni    | 18,41%            | 8                 | [ 6 ] [ 7 ]          |
|             | CS               | LlistaCiutadans - Partit de la Ciutadania (CS)                                                                                     |          | Anna Grau         | 13,18%            | 6                 | [ 8 ] [ 9 ]          |
|             | Valents          | LlistaValents (Valents) |          | Eva Parera        | 13,18%            | 6                 | [ 10 ] [ 11 ]        |
|             | TxB–CM           | LlistaJunts per Catalunya (JxCat) Partit Demòcrata Europeu Català (PDeCAT) Demòcrates de Catalunya (DC) Moviment d'Esquerres (MES) |          | Xavier Trias      | 10,51%            | 5                 | [ 12 ] [ 13 ] [ 14 ] |
|             | PP               | LlistaPartit Popular (PP) |          | Daniel Sirera     | 5,01%             | 2                 | [ 15 ] [ 16 ]        |
|             | CUP              | LlistaCandidatura d'Unitat Popular (CUP) Lluita Internacionalista (LI)                                                             |          | Basha Changue     | 3,89%             | 0                 | [ 17 ]               |
|             | Primàries        | LlistaPrimàries Catalunya (Primàries)                                                                                              |          | Roger Mallola     | 3,74%             | 0                 | [ 18 ]               |
|             | Vox              | LlistaVox |          | Gonzalo de Oro    | 1,16%             | 0                 | [ 19 ]               |
|             | PACMA            | LlistaPartit Animalista Amb el Medi Ambient (PACMA)                                                                                |          | Iván Guijarro     | 0,84%             | 0                 | [ 20 ]               |
|             | EVAV             | LlistaEls Verds - Alternativa Verda (EVAV)                                                                                         |          | Santiago Vilanova | 0,25%             | 0                 | [ 21 ]               |
|             | Barcelona Ets Tu | LlistaBarcelona Ets Tu |          | Daniel Vosseler   | n/a               | 0                 | [ 22 ]               |

## Composició del ple
La taula següent mostra l'anterior composició dels grups polítics de l'Ajuntament.
| Grups | Grups                                | Partit       | Partit  | Regidors | Regidors |
| Grups | Grups                                | Partit       | Partit  | Escons   | Total    |
| ----- | ------------------------------------ | ------------ | ------- | -------- | -------- |
|       | Esquerra Republicana de Catalunya    |              | ERC     | 9        | 10       |
|       | Esquerra Republicana de Catalunya    | Sobiranistes | 1       |          | 10       |
|       | Barcelona en Comú                    |              | BComú   | 10       | 10       |
|       | Partit dels Socialistes de Catalunya |              | PSC     | 7        | 8        |
|       | Partit dels Socialistes de Catalunya | Units        | 1       |          | 8        |
|       | Junts per Catalunya                  |              | JxCat   | 5        | 5        |
|       | Barcelona pel Canvi–Ciutadans        |              | CS      | 3        | 3        |
|       | Partit Popular                       |              | PP      | 2        | 2        |
|       | Valents                              |              | Valents | 2        | 2        |
|       | No adscrits                          |              | Indep.  | 1        | 1        |

## Campanya

### Eslògans de partits
| Partit o aliança | Partit o aliança | Eslògan original                | Ref.   |
| ---------------- | ---------------- | ------------------------------- | ------ |
|                  | ERC–AM           | «L'alcalde de tothom»           | [ 25 ] |
|                  | BComú–C          | «Barcelona obre camí»           | [ 25 ] |
|                  | PSC-CP           | «De nou Barcelona»              | [ 25 ] |
|                  | CS               | «Allibera't»                    | [ 25 ] |
|                  | Valents          | «Barcelona grande otra vez»     | [ 25 ] |
|                  | TxB–CM           | «Fem-ho»                        | [ 25 ] |
|                  | PP               | «Recupera Barcelona»            | [ 25 ] |
|                  | Barcelona Ets Tu | «La Barcelona que ens mereixem» | [ 22 ] |

## Regidors electes
Llista dels regidors electes segons el web de l'Ajuntament; els noms i cognoms s'indiquen segons aquesta font.
| Nom                                  | Llista            |
| ------------------------------------ | ----------------- |
| Xavier Trias i Vidal de Llobatera    | Trias per BCN     |
| Neus Munté Fernández                 | Trias per BCN     |
| Jordi Martí i Galbis                 | Trias per BCN     |
| Victòria Alsina i Burgués            | Trias per BCN     |
| Damià Calvet i Valera                | Trias per BCN     |
| Joana Ortega i Alemany               | Trias per BCN     |
| Josep Rius i Alcaraz                 | Trias per BCN     |
| Joan Rodríguez i Portell             | Trias per BCN     |
| Maria Assumpció (Titon) Laïlla i Jou | Trias per BCN     |
| Ramón Tremosa i Balcells             | Trias per BCN     |
| Francina Vila i Valls                | Trias per BCN     |
| Jaume Collboni Cuadrado              | PSC               |
| Maria Eugènia Gay Rosell             | PSC               |
| Laia Bonet Rull                      | PSC               |
| Albert Batlle i Bastardas            | PSC               |
| David Escudé Rodríguez               | PSC               |
| Marta Villanueva Cendán              | PSC               |
| Josep Lluís Franco Rabell            | PSC               |
| Rosa Alarcón Montañés                | PSC               |
| Jordi Valls Riera                    | PSC               |
| Raquel Gil Eiroá                     | PSC               |
| Ada Colau Ballano                    | Barcelona en Comú |
| Jordi Martí Grau                     | Barcelona en Comú |
| Janet Sanz Cid                       | Barcelona en Comú |
| Guille López Ginés                   | Barcelona en Comú |
| Gemma Tarafa Orpinell                | Barcelona en Comú |
| Jess González Herrera                | Barcelona en Comú |
| Lucía Martín González                | Barcelona en Comú |
| Marc Serra Solé                      | Barcelona en Comú |
| Carolina Recio Cáceres               | Barcelona en Comú |
| Ernest Maragall i Mira               | ERC               |
| Elisenda Alamany i Gutiérrez         | ERC               |
| Jordi Castellana i Gamisans          | ERC               |
| Eva Baró i Ramos                     | ERC               |
| Jordi Coronas i Martorell            | ERC               |
| Daniel Sirera Bellés                 | PP                |
| Juan Bautista Milián Querol          | PP                |
| Ángeles Esteller Ruedas              | PP                |
| Víctor Martí de Villasante           | PP                |
| Gonzalo de Oro-Pulido Plaza          | VOX               |
| Liberto Senderos Oliva               | VOX               |

## Investidura
El 17 de juny se celebrà el ple d’investidura. Trias, que havia estat el candidat més votat, havia arribat a un acord de govern amb Maragall i donava per fet que seria investit en segona votació (amb majoria simple), perquè no havia transcendit cap acord alternatiu. Colau, cap de llista dels Comuns, havia proposat reiteradament un pacte d’esquerres entre el PSC, els Comuns i ERC, però tant Collboni com Maragall se n’havien desentès.
Finalment, Collboni fou escollit alcalde en primera votació (amb majoria absoluta) amb els vots dels Comuns i el PP. El PP donà els seus vots a Collboni per evitar que la batllia recaigués en un candidat independentista i a canvi que els Comuns restessin exclosos del Govern municipal. Colau, per la seva banda, afirmà que no havia arribat a cap acord amb Collboni, però que la seva formació l’havia votat per impedir que la dreta governés Barcelona. La setmana següent se sabria que Collboni mantindria els càrrecs dels Comuns a l’Ajuntament, cosa que aixecà sospites d’una entesa secreta entre Colau i Collboni.
En els discursos posteriors a la investidura, Trias i Maragall criticaren durament la votació, perquè hi veien una «operació d’estat» contra l’independentisme. La premsa propera al sobiranisme es feu ressò d’aquesta tesi, mentre que d'altres mitjans indicaren que el factor que havia decantat el vot popular a favor de Collboni havia estat el pacte previ entre Junts i ERC.
Així, doncs, la coalició PSC–Units, partits que s'havien presentat en una sola llista, assumí el Govern de la ciutat. L’alcaldia recaigué en Jaume Collboni (PSC), la primera tinència d’alcaldia en Laia Bonet (PSC), la segona en Maria Eugènia Gay (independent), la tercera en Albert Batlle (Units per Avançar) i la quarta en Jordi Valls (PSC).